# Walter Arnold Steffen
Walter Arnold Steffen (* 13. Juni 1924 in Saanen; † 3. November 1982 in Zürich) war ein Schweizer Maler und Zeichner. Er wird zu den Art brut -Kunstschaffenden gezählt.

## Leben und Werk
Walter Arnold Steffen wurde nach einer zerrüttenden Kinder- und Jugendzeit 1944 unter Vormundschaft gestellt. Zudem nahmen in dieser Zeit Geld- und Alkoholprobleme ihren Anfang. Es folgten viele Einweisungen in psychiatrische Kliniken. Ab 1952 lebte er vorwiegend in Zürich, wo er erste Malversuche unternahm. 
Walter Arnold Steffen befasste sich mit den Schriften von Albert Steffen und war mit Friedrich Kuhn befreundet. Zwischendurch wohnte Steffen in der «Herberge zur Heimat» im Zürcher Oberdorf und arbeitete im Atelier im «roten Studentenhaus». 1962 und 1965 nahm er in Zürich und in Bern an zwei Galerieausstellungen teil. 1964 erhielt Steffen ein eidgenössisches Kunststipendium. 1966 wurde er unter Amtsvormundschaft gestellt.
Seine Werke wurden von Museen und – zumeist aus Spekulationsgründen und zu tiefen Preisen – von Privatpersonen erworben. 1969 konnte er im Künstlerhaus Boswil sein eigenes Atelier einrichten. Im gleichen Jahr nahm Steffen an der Ausstellung Phantastische Figuration im Helmhaus Zürich teil. 1970 sprach ihm die Stadt Zürich einen Studienbeitrag zu.
Walter Arnold Steffen schuf Porträts, Stillleben sowie religiöse Motive im expressiven Stil. Zitat: «Ich male religiöse Bilder, weil ich Gott verspottet habe, suche ich Gott.»